# راز (فیلم ۱۹۹۲)
راز (انگلیسی: The Secret) یک فیلم به کارگردانی کارن آرتور است که در سال ۱۹۹۲ منتشر شد.